# Tour of California 2018
Il Tour of California 2018, tredicesima edizione della corsa e valido come ventiduesima prova dell'UCI World Tour 2018 categoria 2.UWT, si svolse in sette tappe dal 13 al 19 maggio 2018 su un percorso di 1 039,2 km, con partenza da Long Beach e arrivo a Sacramento, in California (Stati Uniti d'America). La vittoria fu appannaggio del colombiano Egan Bernal, il quale completò il percorso in 25h34'19", alla media di 40,638 km/h, precedendo lo statunitense Tejay van Garderen e il connazionale Daniel Martínez.
Sul traguardo di Sacramento 112 ciclisti, su 117 partiti da Long Beach, portarono a termine la competizione.

## Tappe
| Tappa  | Data      | Percorso                                   | km      | Vincitore di tappa | Leader cl. generale |
| ------ | --------- | ------------------------------------------ | ------- | ------------------ | ------------------- |
| 1ª     | 13 maggio | Long Beach > Long Beach                    | 134,5   | Fernando Gaviria   | Fernando Gaviria    |
| 2ª     | 14 maggio | Ventura > Gibraltar Road                   | 157     | Egan Bernal        | Egan Bernal         |
| 3ª     | 15 maggio | King City > Circuito di Laguna Seca        | 197     | Toms Skujiņš       | Egan Bernal         |
| 4ª     | 16 maggio | San Jose > Morgan Hill (cron. individuale) | 34,7    | Tejay van Garderen | Tejay van Garderen  |
| 5ª     | 17 maggio | Stockton > Elk Grove                       | 176,5   | Fernando Gaviria   | Tejay van Garderen  |
| 6ª     | 18 maggio | Folsom > South Lake Tahoe                  | 196,5   | Egan Bernal        | Egan Bernal         |
| 7ª     | 19 maggio | Sacramento > Sacramento                    | 143     | Fernando Gaviria   | Egan Bernal         |
| Totale | Totale    | Totale                                     | 1 039,2 |                    |                     |

## Squadre e corridori partecipanti
| N.    | Cod. | Squadra              |
| ----- | ---- | -------------------- |
| 1-6   | TLJ  | Team Lotto NL-Jumbo  |
| 11-17 | BOH  | Bora-Hansgrohe       |
| 21-27 | BMC  | BMC Racing Team      |
| 31-37 | QST  | Quick-Step Floors    |
| 41-47 | DDD  | Team Dimension Data  |
| 51-57 | TKA  | Team Katusha Alpecin |
| 61-67 | RLY  | Rally Cycling        |
| 71-77 | MTS  | Mitchelton-Scott     |
| 81-87 | SKY  | Team Sky             |

| N.      | Cod. | Squadra                |
| ------- | ---- | ---------------------- |
| 91-97   | ALM  | AG2R La Mondiale       |
| 101-107 | HBA  | Hagens Berman-Axeon    |
| 111-117 | EFD  | EF Education First     |
| 121-127 | TFS  | Trek-Segafredo         |
| 131-136 | SUN  | Team Sunweb            |
| 141-147 | UAD  | UAE Team Emirates      |
| 151-157 | HCA  | Holowesko-Citadel      |
| 161-167 | UHC  | Team United Healthcare |

## Dettagli delle tappe

### 1ª tappa
- 13 maggio: Long Beach > Long Beach – 134,5 km

Risultati
| Pos. | Corridore        | Squadra    | Tempo    |
| ---- | ---------------- | ---------- | -------- |
| 1    | Fernando Gaviria | Quick-Step | 3h02'23" |
| 2    | Caleb Ewan       | Mitchelton | s.t.     |
| 3    | Peter Sagan      | Bora       | s.t.     |

| Pos. | Corridore        | Squadra    | Tempo    |
| ---- | ---------------- | ---------- | -------- |
| 1    | Fernando Gaviria | Quick-Step | 3h02'13" |
| 2    | Caleb Ewan       | Mitchelton | a 4"     |
| 3    | Peter Sagan      | Bora       | s.t.     |

### 2ª tappa
- 14 maggio: Ventura > Gibraltar Road – 157 km

Risultati
| Pos. | Corridore   | Squadra    | Tempo    |
| ---- | ----------- | ---------- | -------- |
| 1    | Egan Bernal | Sky        | 4h14'00" |
| 2    | Rafał Majka | Bora       | a 21"    |
| 3    | Adam Yates  | Mitchelton | a 25"    |

| Pos. | Corridore   | Squadra    | Tempo    |
| ---- | ----------- | ---------- | -------- |
| 1    | Egan Bernal | Sky        | 7h16'13" |
| 2    | Rafał Majka | Bora       | a 25"    |
| 3    | Adam Yates  | Mitchelton | a 31"    |

### 3ª tappa
- 15 maggio: King City > Circuito di Laguna Seca – 197 km

Risultati
| Pos. | Corridore    | Squadra    | Tempo    |
| ---- | ------------ | ---------- | -------- |
| 1    | Toms Skujiņš | Trek       | 4h52'47" |
| 2    | Sean Bennett | Hagens     | a 3"     |
| 3    | Caleb Ewan   | Mitchelton | a 8"     |

| Pos. | Corridore   | Squadra    | Tempo     |
| ---- | ----------- | ---------- | --------- |
| 1    | Egan Bernal | Sky        | 12h09'08" |
| 2    | Rafał Majka | Bora       | a 25"     |
| 3    | Adam Yates  | Mitchelton | a 31"     |

### 4ª tappa
- 16 maggio: San Jose > Morgan Hill – Cronometro individuale – 34,7 km

Risultati
| Pos. | Corridore          | Squadra | Tempo  |
| ---- | ------------------ | ------- | ------ |
| 1    | Tejay van Garderen | BMC     | 40'47" |
| 2    | Patrick Bevin      | BMC     | a 7"   |
| 3    | Tao Geoghegan Hart | Sky     | a 32"  |

| Pos. | Corridore          | Squadra      | Tempo     |
| ---- | ------------------ | ------------ | --------- |
| 1    | Tejay van Garderen | BMC          | 12h50'55" |
| 2    | Egan Bernal        | Sky          | a 23"     |
| 3    | Daniel Martínez    | EF Education | a 37"     |

### 5ª tappa
- 17 maggio: Stockton > Elk Grove – 176,5 km

Risultati
| Pos. | Corridore        | Squadra    | Tempo    |
| ---- | ---------------- | ---------- | -------- |
| 1    | Fernando Gaviria | Quick-Step | 4h04'34" |
| 2    | Caleb Ewan       | Mitchelton | s.t.     |
| 3    | Peter Sagan      | Bora       | s.t.     |

| Pos. | Corridore          | Squadra      | Tempo     |
| ---- | ------------------ | ------------ | --------- |
| 1    | Tejay van Garderen | BMC          | 16h55'29" |
| 2    | Egan Bernal        | Sky          | a 23"     |
| 3    | Daniel Martínez    | EF Education | a 37"     |

### 6ª tappa
- 18 maggio: Folsom > South Lake Tahoe – 196,5 km

Risultati
| Pos. | Corridore          | Squadra    | Tempo    |
| ---- | ------------------ | ---------- | -------- |
| 1    | Egan Bernal        | Sky        | 5h30'58" |
| 2    | Adam Yates         | Mitchelton | a 1'28"  |
| 3    | Tao Geoghegan Hart | Sky        | a 1'30"  |

| Pos. | Corridore          | Squadra      | Tempo     |
| ---- | ------------------ | ------------ | --------- |
| 1    | Egan Bernal        | Sky          | 22h26'40" |
| 2    | Tejay van Garderen | BMC          | a 1'25"   |
| 3    | Daniel Martínez    | EF Education | a 2'14"   |

### 7ª tappa
- 19 maggio: Sacramento > Sacramento – 143 km

Risultati
| Pos. | Corridore        | Squadra    | Tempo    |
| ---- | ---------------- | ---------- | -------- |
| 1    | Fernando Gaviria | Quick-Step | 3h07'39" |
| 2    | Max Walscheid    | Sunweb     | s.t.     |
| 3    | Caleb Ewan       | Mitchelton | s.t.     |

| Pos. | Corridore          | Squadra      | Tempo     |
| ---- | ------------------ | ------------ | --------- |
| 1    | Egan Bernal        | Sky          | 25h34'19" |
| 2    | Tejay van Garderen | BMC          | a 1'25"   |
| 3    | Daniel Martínez    | EF Education | a 2'14"   |

## Classifiche finali

### Classifica generale
| Pos. | Corridore          | Squadra       | Tempo     |
| ---- | ------------------ | ------------- | --------- |
| 1    | Egan Bernal        | Sky           | 25h34'19" |
| 2    | Tejay van Garderen | BMC Racing    | a 1'25"   |
| 3    | Daniel Martínez    | EF Education  | a 2'14"   |
| 4    | Adam Yates         | Mitchelton    | a 2'16"   |
| 5    | Tao Geoghegan Hart | Sky           | a 2'28"   |
| 6    | Rafał Majka        | Bora          | a 3'01"   |
| 7    | Brandon McNulty    | Rally Cycling | a 3'28"   |
| 8    | Laurens De Plus    | Quick-Step    | a 3'50"   |
| 9    | Kristijan Đurasek  | UAE           | a 3'59"   |
| 10   | Mathias Frank      | AG2R          | a 4'01"   |

### Classifica a punti
| Pos. | Corridore        | Squadra    | Punti |
| ---- | ---------------- | ---------- | ----- |
| 1    | Fernando Gaviria | Quick-Step | 45    |
| 2    | Caleb Ewan       | Mitchelton | 42    |
| 3    | Egan Bernal      | Sky        | 36    |
| 4    | Peter Sagan      | Bora       | 32    |
| 5    | Adam Yates       | Mitchelton | 26    |

### Classifica scalatori
| Pos. | Corridore       | Squadra       | Punti |
| ---- | --------------- | ------------- | ----- |
| 1    | Toms Skujiņš    | Trek          | 34    |
| 2    | Evan Huffman    | Rally Cycling | 33    |
| 3    | Egan Bernal     | Sky           | 26    |
| 4    | Adam Yates      | Mitchelton    | 20    |
| 5    | Lawson Craddock | EF Education  | 18    |

### Classifica giovani
| Pos. | Corridore          | Squadra       | Tempo     |
| ---- | ------------------ | ------------- | --------- |
| 1    | Egan Bernal        | Sky           | 25h34'19" |
| 2    | Daniel Martínez    | EF Education  | a 2'14"   |
| 3    | Tao Geoghegan Hart | Sky           | a 2'28"   |
| 4    | Brandon McNulty    | Rally Cycling | a 3'38"   |
| 5    | Laurens De Plus    | Quick-Step    | a 3'50"   |

### Classifica a squadre
| Pos. | Squadra             | Tempo     |
| ---- | ------------------- | --------- |
| 1    | Team Sky            | 76h55'41" |
| 2    | Trek-Segafredo      | a 8'18"   |
| 3    | BMC Racing          | a 9'26"   |
| 4    | UAE Team Emirates   | a 10'35"  |
| 5    | Team Lotto NL-Jumbo | a 16'59"  |